# Tetragnatha conica
Tetragnatha conica là một loài nhện trong họ Tetragnathidae.
Loài này thuộc chi Tetragnatha. Tetragnatha conica được miêu tả năm 1861 bởi Grube.